# Роб Рајнер
Роберт Рајнер (енгл. Robert Reiner; Њујорк, Њујорк, рођен 6. марта 1947),  је амерички глумац, сценариста, редитељ и продуцент. Као глумац, постао је познат по улози Мајкла Стивича у ситкому Све у породици, што му је донело две награде Еми. Као редитељ, познат је по филмовима Остани уз мене (1986), Принцеза невеста (1987), Када је Хари срео Сели (1989), Мисери (1990) и Неколико добрих људи (1992).
Отац му је познати филмски редитељ и глумац Карл Рајнер.